# بخش مرکزی شهرستان میان‌دورود
بخش مرکزی شهرستان میاندورود یکی از بخش‌های شهرستان میاندورود در استان مازندران ایران است.

## جمعیت
براساس سرشماری مرکز آمار ایران در سال ۱۳۹۵، جمعیت بخش مرکزی شهرستان میاندورود ۴۰٬۳۰۳ نفر بوده‌است.

## تقسیمات کشوری
بخش مرکزی شهرستان میاندورود از سه دهستان تشکیل شده‌است:
- دهستان کوهدشت شرقی
- دهستان کوهدشت غربی
- دهستان میاندورود بزرگ